# Italia alle Olimpiadi degli scacchi

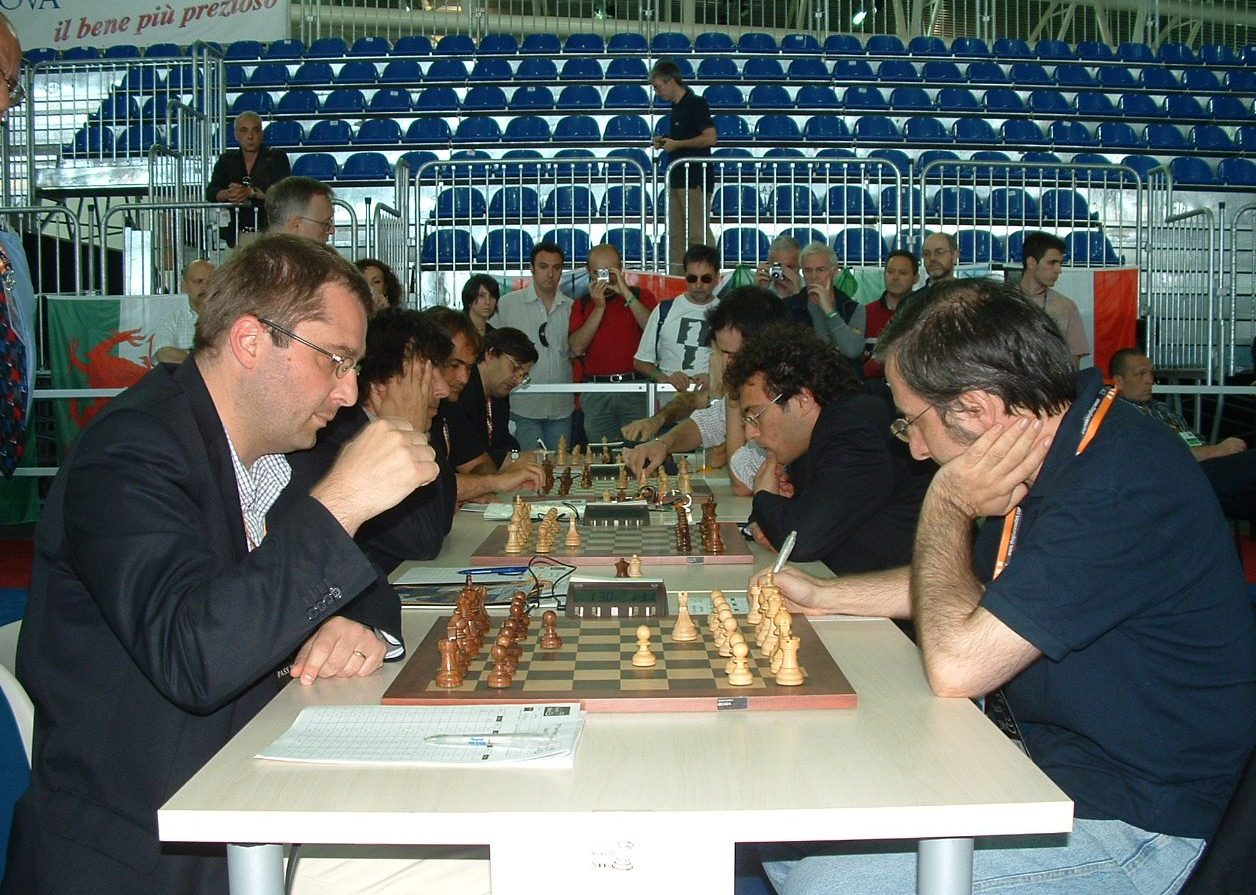
L'incontro Italia-A - Italia-C alle Olimpiadi di Torino 2006.

L'Italia ha partecipato a tutte le Olimpiadi degli scacchi disputate dal 1927 con l'eccezione di 5 edizioni nel torneo open (Amburgo 1930, Buenos Aires 1939, Mosca 1956, Varna 1962 e Tel Aviv 1964) e 6 edizioni nel torneo femminile (le prime cinque dal 1957 al 1974 e Buenos Aires 1978).
La Federazione Scacchistica Italiana ha organizzato tutte le partecipazioni italiane alle olimpiadi degli scacchi, selezionando di volta in volta i componenti della squadra. Nelle olimpiadi di Torino 2006 l'Italia, come paese ospitante, ha avuto la possibilità di schierare tre squadre: Italia-A, Italia-B e Italia-C.
L'Italia, tramite la FSI, ha ospitato e organizzato una sola edizione delle olimpiadi degli scacchi, nel 2006 a Torino.
Nel torneo open, il miglior risultato di classifica è stato il 14º posto (su 107 squadre partecipanti) alle Olimpiadi di Salonicco 1988. La squadra era composta da Sergio Mariotti, Fernando Braga, Michele Godena, Carlo D'Amore, Ennio Arlandi e Stefano Tatai.
La miglior prestazione nelle olimpiadi femminili è stata quella di Dresda 2008, in cui la squadra ha ottenuto il 12º posto. La squadra era composta da Elena Sedina, Olga Zimina, Eleonora Ambrosi, Marina Brunello e Mariagrazia De Rosa (capitano il GM Lexy Ortega).

## Medagliere

Sergio Mariotti

Barbara Pernici

Nel torneo open, l'Italia ha ottenuto sei medaglie individuali: due d'oro, una d'argento e tre di bronzo. Nel femminile l'Italia ha ottenuto due medaglie, entrambe d'oro: quella di Barbara Pernici, in prima scacchiera, alle olimpiadi di Lucerna 1982 e quella di Marina Brunello, in quarta scacchiera, alle olimpiadi di Batumi 2018.
|     | Giocatore            | Olimpiade      | Medaglia | Scacchiera                 |
| --- | -------------------- | -------------- | -------- | -------------------------- |
| MI  | Francesco Scafarelli | Amsterdam 1954 |          | 4ª scacchiera              |
| GM  | Sergio Mariotti      | Nizza 1974     |          | 1ª scacchiera              |
| MI  | Béla Tóth            | Haifa 1976     |          | 2ª scacchiera              |
| MFF | Barbara Pernici      | Lucerna 1982   |          | 1ª scacchiera              |
| MI  | Ennio Arlandi        | Salonicco 1988 |          | 6ª scacchiera (2ª riserva) |
| MI  | Federico Manca       | Novi Sad 1990  |          | 6ª scacchiera (2ª riserva) |
| MI  | Ennio Arlandi        | Mosca 1994     |          | 3ª scacchiera              |
| MF  | Marina Brunello      | Batumi 2018    |          | 4ª scacchiera              |

## Risultati assoluto
| Ed.     | Anno | Luogo             | Piazzamento  | Formazione                                                            | Capitano       |
| ------- | ---- | ----------------- | ------------ | --------------------------------------------------------------------- | -------------- |
| I       | 1927 | Londra            | 10º posto    | Rosselli del Turco, Monticelli, Romih, Sacconi                        |                |
| II      | 1928 | L'Aia             | 15º posto    | Monticelli, Sacconi, Hellman, Calapso, De Nardo, Marotti              |                |
| III     | 1930 | Amburgo           | non iscritta |                                                                       |                |
| IV      | 1931 | Praga             | 16º posto    | Rosselli del Turco, Monticelli, Romih, Hellman                        |                |
| V       | 1933 | Folkestone        | 11º posto    | Rosselli del Turco, Monticelli, Sacconi, Norcia, Campolongo           |                |
| VI      | 1935 | Varsavia          | 18º posto    | Sacconi, Monticelli, Rosselli del Turco, Romih, Napolitano            |                |
| VII     | 1937 | Stoccolma         | 14º posto    | Castaldi, Riello, Napolitano, Staldi, Rosselli del Turco              |                |
| VIII    | 1939 | Buenos Aires      | non iscritta |                                                                       |                |
| IX      | 1950 | Ragusa            | 12º posto    | Castaldi, Nestler, Porreca, Giustolisi, Rosselli del Turco, Primavera |                |
| X       | 1952 | Helsinki          | 18º posto    | Porreca, Nestler, Scafarelli, Calà, Primavera                         |                |
| XI      | 1954 | Amsterdam         | 17º posto    | Paoli, Porreca, Norcia, Scafarelli, Calà                              |                |
| XII     | 1956 | Mosca             | non iscritta |                                                                       |                |
| XIII    | 1958 | Monaco di Baviera | 28º posto    | Primavera, Romani, Norcia, Palmiotto, Laco, Contedini                 |                |
| XIV     | 1960 | Lipsia            | 32º posto    | Contedini, Tamburini, Palmiotto, Magrin, Mercuri                      |                |
| XV      | 1962 | Varna             | non iscritta |                                                                       |                |
| XVI     | 1964 | Tel Aviv          | non iscritta |                                                                       |                |
| XVII    | 1966 | L'Avana           | 29º posto    | Tatai, Cappello, Zichichi, Romani, Norcia                             |                |
| XVIII   | 1968 | Lugano            | 31º posto    | Giustolisi, Cappello, Zichichi, Primavera, Magrin, Romani             |                |
| XIX     | 1970 | Siegen            | 30º posto    | Tatai, Paoli, Primavera, Zichichi, Cosulich, Romani                   |                |
| XX      | 1972 | Skopje            | 27º posto    | Tatai, Mariotti, Paoli, Micheli, Cappello, Capece                     |                |
| XXI     | 1974 | Nizza             | 19º posto    | Mariotti, Tatai, Tóth, Cosulich, Zichichi, Cappello                   |                |
| XXII    | 1976 | Haifa             | 13º posto    | Tatai, Tóth, Grinza, Micheli, Paoli, Taruffi                          |                |
| XXIII   | 1978 | Buenos Aires      | non iscritta |                                                                       |                |
| XXIV    | 1980 | La Valletta       | 22º posto    | Tóth, Zichichi, Taruffi, Passerotti, Trabattoni, Iannaccone           |                |
| XXV     | 1982 | Lucerna           | 42º posto    | Passerotti, Messa, Arlandi, Sanna, Ceschia, Cocozza                   |                |
| XXVI    | 1984 | Salonicco         | 28º posto    | Tatai, Tóth, Cocozza, Zichichi, Sanna, Vallifuoco                     |                |
| XXVII   | 1986 | Dubai             | 27º posto    | Tatai, Braga, Mariotti, Vallifuoco, Messa, Zichichi                   |                |
| XXVIII  | 1988 | Salonicco         | 14º posto    | Mariotti, Braga, Godena, D'Amore, Arlandi, Tatai                      |                |
| XXIX    | 1990 | Novi Sad          | 35º posto    | Belotti, Godena, Arlandi, Sanna, Sarno, Manca                         |                |
| XXX     | 1992 | Manila            | 29º posto    | García Palermo, Godena, Arlandi, Tatai, Braga, D'Amore                |                |
| XXXI    | 1994 | Mosca             | 53º posto    | Godena, Belotti, Arlandi, Contin, D'Amore, Manca                      |                |
| XXXII   | 1996 | Yerevan           | 57º posto    | Godena, Arlandi, Marinelli, Sarno, Borgo, D'Amore                     |                |
| XXXIII  | 1998 | Ėlista            | 41º posto    | Efimov, Godena, Arlandi, D'Amore, Borgo, Belotti                      | Jurij Razuvaev |
| XXXIV   | 2000 | Istanbul          | 56º posto    | Efimov, Godena, D'Amore, Arlandi, Rossi, Belotti                      | Jurij Razuvaev |
| XXXV    | 2002 | Bled              | 38º posto    | Godena, Braga, Bellini, Belotti, Arlandi, D'Amore                     | Jurij Razuvaev |
| XXXVI   | 2004 | Calvià            | 60º posto    | Godena, Braga, Arlandi, D'Amore, Sarno, Borgo                         | Jurij Razuvaev |
| XXXVII  | 2006 | Torino            | 35º posto    | Godena, García Palermo, Bellini, D'Amore, Arlandi, Sarno, Borgo       | Jurij Razuvaev |
| XXXVIII | 2008 | Dresda            | 41º posto    | Caruana, Godena, Shytaj, Brunello S., Rombaldoni D.                   | Fabio Bruno    |
| XXXIX   | 2010 | Chanty-Mansijsk   | 21º posto    | Caruana, Godena, Vocaturo, Brunello S., Rombaldoni D.                 | Artur Kogan    |
| XL      | 2012 | Istanbul          | 15º posto    | Caruana, Godena, Brunello S., Vocaturo, Dvirnyy                       | Artur Kogan    |
| XLI     | 2014 | Tromsø            | 52º posto    | Caruana, David, Vocaturo, Brunello S., Dvirnyy                        | Artur Kogan    |
| XLII    | 2016 | Baku              | 22º posto    | Vocaturo, Dvirnyy, Rombaldoni A., Brunello S., Moroni                 | Artur Kogan    |
| XLIII   | 2018 | Batumi            | 33º posto    | Vocaturo, Godena, Moroni, Brunello S., Valsecchi                      | Artur Kogan    |
| XLIV    | 2022 | Chennai           | 47º posto    | Vocaturo, Moroni, Lodici, Brunello S., Valsecchi                      | Loek van Wely  |
| XLV     | 2024 | Budapest          | 43º posto    | Vocaturo, Lodici, Moroni, Sonis, Brunello S.                          | Loek van Wely  |

### Migliori risultati individuali degli italiani

#### Migliori risultati tra i partecipanti ad almeno 4 Olimpiadi
|    | Giocatore        | Olimp. | Partite | +  | =  | –  | %    |
| -- | ---------------- | ------ | ------- | -- | -- | -- | ---- |
| 1  | Fabiano Caruana  | 4      | 39      | 19 | 14 | 6  | 66.0 |
| 2  | Alvise Zichichi  | 7      | 78      | 37 | 25 | 16 | 63.5 |
| 3  | Luca Moroni      | 4      | 37      | 16 | 14 | 4  | 62.1 |
| 4  | Sergio Mariotti  | 5      | 61      | 24 | 25 | 12 | 59.8 |
| 5  | Carlo D'Amore    | 9      | 74      | 30 | 28 | 16 | 59.5 |
| 6  | Stefano Tatai    | 9      | 121     | 43 | 54 | 24 | 57.9 |
| 7  | Ennio Arlandi    | 11     | 98      | 40 | 32 | 26 | 57.1 |
| 8  | Béla Tóth        | 4      | 53      | 24 | 12 | 17 | 56.6 |
| 9  | Elio Romani      | 4      | 47      | 21 | 9  | 17 | 54.3 |
| 10 | Bruno Belotti    | 5      | 45      | 15 | 17 | 13 | 52.2 |
| 11 | Michele Godena   | 11     | 116     | 29 | 60 | 27 | 50.9 |
| 12 | Fernando Braga   | 5      | 47      | 16 | 15 | 16 | 50.0 |
| 13 | Enrico Paoli     | 4      | 52      | 19 | 14 | 19 | 50.0 |
| 14 | Mario Monticelli | 5      | 78      | 25 | 27 | 26 | 49.5 |

#### Migliori risultati tra i partecipanti a meno di 4 Olimpiadi
|   | Giocatore          | Olimp. | Partite | +  | =  | – | %    |
| - | ------------------ | ------ | ------- | -- | -- | - | ---- |
| 1 | Ernesto Iannacone  | 1      | 7       | 5  | 0  | 2 | 71,4 |
| 2 | Giacomo Vallifuoco | 2      | 19      | 9  | 8  | 2 | 68,4 |
| 3 | Roberto Cosulich   | 2      | 31      | 16 | 10 | 5 | 67,7 |
| 4 | Daniele Taruffi    | 2      | 16      | 9  | 3  | 4 | 65,9 |
| 5 | Fabio Bellini      | 2      | 22      | 9  | 9  | 4 | 61,4 |
| 6 | Gianlazzaro Sanna  | 3      | 23      | 9  | 10 | 4 | 60,9 |
| 7 | Ivano Ceschia      | 1      | 3       | 3  | 6  | 1 | 60,0 |
| 8 | Roberto Messa      | 2      | 19      | 7  | 8  | 4 | 57,9 |
| 9 | Carlo Rossi        | 1      | 8       | 4  | 1  | 3 | 56,3 |

## Risultati femminile
| Ed. | Anno | Luogo      | Piazzamento  | Formazione                           | Capitano |
| --- | ---- | ---------- | ------------ | ------------------------------------ | -------- |
| I   | 1957 | Emmen      | non iscritta |                                      |          |
| II  | 1963 | Spalato    | non iscritta |                                      |          |
| III | 1966 | Oberhausen | non iscritta |                                      |          |
| IV  | 1969 | Lublino    | non iscritta |                                      |          |
| V   | 1972 | Skopje     | non iscritta |                                      |          |
| VI  | 1974 | Medellín   | non iscritta |                                      |          |
| VII | 1976 | Haifa      | 8º posto     | Gramignani, Pernici, Merciai, Romano |          |

### Migliori risultati individuali nelle Olimpiadi femminili

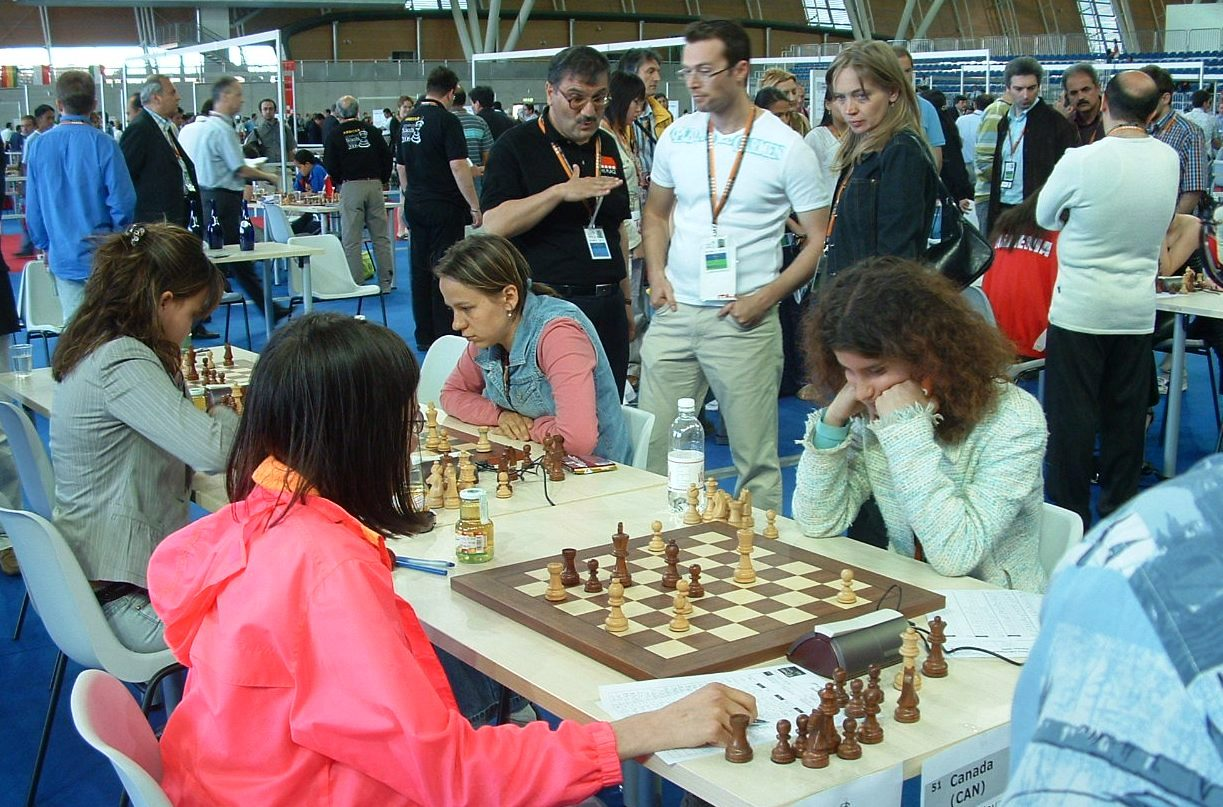
L'incontro Canada-Italia A nelle olimpiadi femminili di Torino 2006.

|    | Giocatrice           | Olimp. | Partite | +  | =  | –  | %    |
| -- | -------------------- | ------ | ------- | -- | -- | -- | ---- |
| 1  | Barbara Pernici      | 3      | 35      | 17 | 10 | 8  | 62,9 |
| 2  | Olga Zimina          | 4      | 42      | 19 | 12 | 11 | 59,5 |
| 3  | Elena Sedina         | 4      | 37      | 15 | 15 | 7  | 59,4 |
| 4  | Marina Brunello      | 8      | 90      | 38 | 30 | 22 | 58,8 |
| 5  | Rosa Damasco         | 3      | 27      | 12 | 7  | 8  | 57,4 |
| 6  | Adamantia Paizis     | 3      | 40      | 15 | 16 | 10 | 56,3 |
| 7  | Rita Gramignani      | 7      | 71      | 27 | 25 | 19 | 55,6 |
| 8  | Mariagrazia De Rosa  | 4      | 40      | 18 | 7  | 15 | 53,7 |
| 9  | Tea Gueci            | 3      | 23      | 8  | 8  | 7  | 52,1 |
| 10 | Maria Teresa Arnetta | 3      | 31      | 12 | 8  | 11 | 51,6 |
| 11 | Eleonora Ambrosi     | 3      | 34      | 13 | 9  | 12 | 51,5 |

## Galleria d'immagini

Alvise Zichichi
Carlo D'Amore
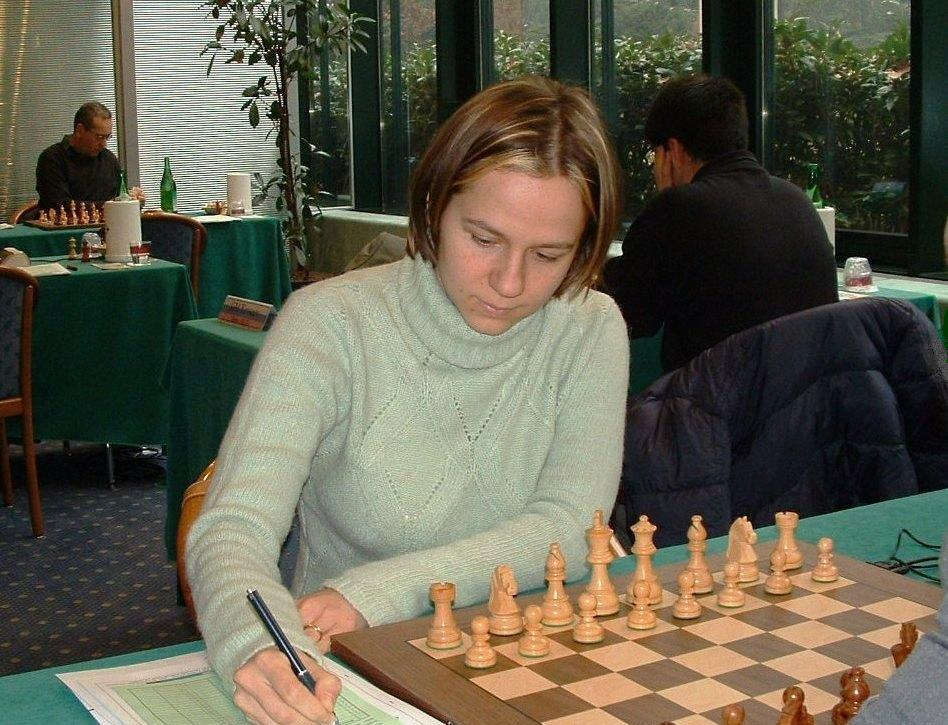
Olga Zimina
Rita Gramignani